# Алоян, Кирилл Олегович
Кирилл Олегович Алоян (род. 22 января 1999, Санкт-Петербург, Россия) — российский футболист, защитник.

## Биография
Воспитанник петербургского «Зенита». Выступал за молодежную команду клуба и был в заявке «Зенита-2». В конце июля 2019 года перешел в один из сильнейших коллективов Армении «Алашкерт». Дебют в Премьер-лиги состоялся 25 октября в матче против «Урарту» (4:2). Алоян вышел на 86-й минуте, заменив другого россиянина Никиту Танкова. Всего за основу команды провел две встречи.
В феврале 2020 года Алоян вернулся в Россию и подписал контракт с коллективом ФНЛ «Енисей» (Красноярск). В сентябре того же года перешел в белорусский «Слуцк».
В дальнейшем играл за «Родину» (Москва), «Динамо» (Брянск) и боснийсий клуб «Звезда» (Градачац). В июле 2023 года перешёл в «Рязань».